# 2007-es európai ralibajnokság
A 2007-es európai ralibajnokság 2007. április 20-án vette kezdetét és október 21-én ért véget. A bajnok a francia Simon Jean-Joseph lett, másodikként a török Volkan Isik végzett, harmadik helyen pedig a 2005-ös bajnok Renato Travaglia zárt.

## Versenynaptár
| Dátum           | Verseny                | Győztes*         |
| --------------- | ---------------------- | ---------------- |
| április 20-22   | Rallye 1000 Miglia     | Dimitar Iliev    |
| május 11-13     | Fiat Rally             | Volkan Isik      |
| május 24-26     | INA Croatia rally      | Dimitar Iliev    |
| június 8-10     | Rally Poland           | Renato Travaglia |
| június 22-24    | Ypres Rally            | Dimitar Iliev    |
| július 6-8      | Bulgaria Rally         | Dimitar Iliev    |
| augusztus 2-4   | Rally Vinho da Madeira | Corrado Fontana  |
| augusztus 24-26 | Barum Rally Zlin       | Renato Travaglia |
| október 5-7     | ELPA Rally             | Volkan Isik      |
| október 19-21   | Rallyes d'Antibes      | Renato Travaglia |

* A győztes versenyző nem feltétlen egyező az adott verseny abszolút győztesével. Itt a bajnoki értékelésben első helyezett versenyző neve van feltüntetve.

## Végeredmény
| #  | Versenyző         | Pontszám |
| -- | ----------------- | -------- |
| 1. | Simon Jean-Joseph | 64       |
| 2. | Volkan Isik       | 57       |
| 3. | Renato Travaglia  | 54       |
| 4. | Michal Solowow    | 46       |
| 5. | Dimitar Iliev     | 43       |
| 6. | Corrado Fontana   | 25       |
| 7. | Krum Donchev      | 19       |
| 8. | Tomasz Czopik     | 16       |
| 9. | Antonin Tlustak   | 7        |